# Cântec în zori
Cântec în zori este un film românesc din 1987 regizat de Dinu Tănase. Rolurile principale au fost interpretate de actorii Mihai Brătilă, Remus Mărgineanu, Ecaterina Nazare.

## Distribuție
Distribuția filmului este alcătuită din:
- Paul Lavric
- Ionel Mihăilescu — Toader
- Mihai Brătilă — Copil pe front
- Mircea Albulescu
- Irina Petrescu
- Rodica Horobeț
- Dan Bădărau
- Mitică Popescu — Ciucea
- Marcel Horobeț
- Remus Mărgineanu — Tatăl
- Ecaterina Nazare — Mama
- Zoltán Vadász
- Dan Condurache — Agop